# Schelphoek (Schouwen-Duiveland)

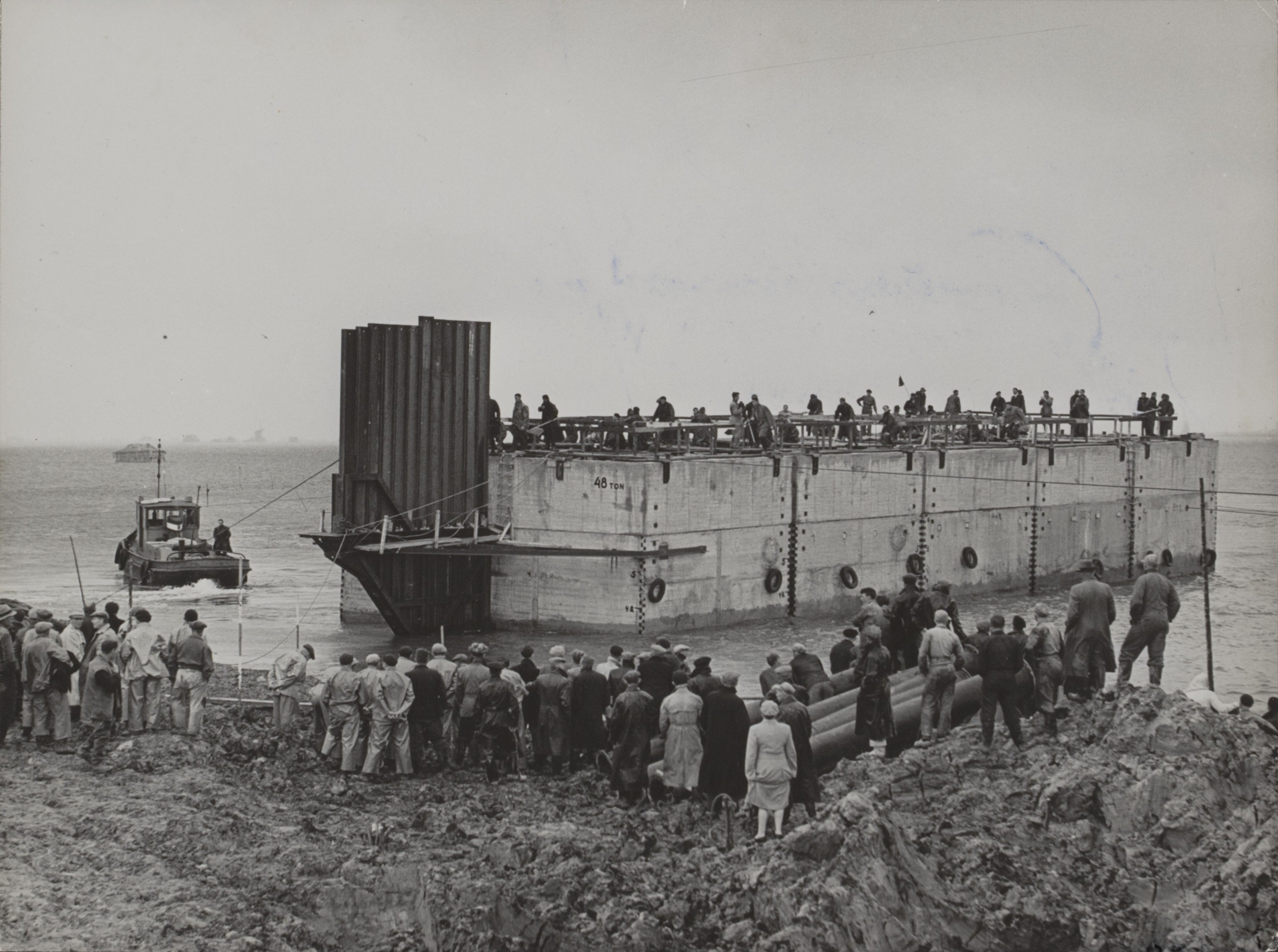
Augustus 1953, het laatste gat in de dijk bij Schelphoek wordt gedicht.

De Schelphoek is een voormalig haventje en buurtschap, en na 1953 een natuurgebied, nabij Serooskerke op het Zeeuwse eiland Schouwen-Duiveland.

## Geschiedenis
In 1903 werd nabij Serooskerke een haventje aangelegd om suikerbieten af te kunnen voeren uit de polder Schouwen. In de jaren hierna werd een aantal huizen gebouwd rondom deze haven, waardoor een buurtschap ontstond. Tijdens de watersnood van 1953 ging de buurtschap bij de grootste dijkdoorbraak op het eiland geheel verloren.
De Schelphoek bestaat sinds de watersnood uit een krekengebied. De dijkdoorbraak is hersteld door er een nieuwe dijk in een boog omheen te leggen. Dit ging ten koste van 200 hectare landbouwgebied. Het ontstane waterbekken is bij de aanleg van de Oosterscheldekering gebruikt als werkhaven. Het gebied is eigendom van Staatsbosbeheer en bestaat naast water uit oeverlanden en bospartijen met vooral es, maar ook eik, iep, populier en zwarte els. Wat verderop is tussen 1990 en 2015 het natuurherstelproject Plan Tureluur gerealiseerd.